# LTV XC-142
Ling-Temco-Vought (LTV) XC-142 je bil štirimotorni eksperimentalni zrakoplov z nagibnimi krili (tiltwing). XC-142 je bil zasnovan za VTOL sposobnosti - možnost vertikalnega vzleta in pristanka (kot helikopter), v letu pa bi se krila nagnila za 90 stopinj in bi lahko letel kot turbopropelersko letalo. Koncept je skoraj isti kot pri nagibnem rotorju (tiltrotor), le da se pri tiltorotorju nagibajo samo motorji (z rotorji). XC-142 je bil uspešno dokazal sposobnosti, vendar ni sledila serijska proizvodnja.

## Specifikacije (XC-142A)
Podatki iz Jane's All The World's Aircraft 1965–66
Splošne karakteristike
- Posadka: 2
- Število sedežev: 32 opremljenih vojakov
- Tovor: 8000 lb (3336 kg)
- Dolžina: 58 ft 1 in (17,71 m)
- Razpon kril: 67 ft 6 in (20,60 m)
- Višina: 26 ft 1 in (7,95 m)
- Površina kril: 534,5 sq ft (49,67 m²)
- Teža praznega letala: 22595 lb (10270 kg)
- Maks. vzletna teža: 44500 lb (20227 kg) (STOL)
- Pogon letala: 4 ×  turboprop General Electric T64-GE-1, 2850 KM (2126 kW)  vsak

 Zmogljivost 
- Maks. hitrost: 431 mph (375 vozlov,  694 km/h) na 20000 ft (6100 m)
- Potovalna hitrost: 288 mph (250 vozlov, 463 km/h) na nivoju morja
- Bojni radij: 470 mi (409 nmi, 757 km)
- Največji doseg: 3800 mi (3300 nmi, 6100 km)
- Višina leta: 25000 ft (7620 m)
- Hitrost vzpenjanja: 6800 ft/min (34,5 m/s)